# Корнешть (комуна, Димбовіца)
Корнешть, Корнешті (рум. Cornești) — комуна у повіті Димбовіца в Румунії. До складу комуни входять такі села (дані про населення за 2002 рік):
- Ібріану (938 осіб)
- Бужорянка (614 осіб)
- Кетуну (744 особи)
- Корнешть (1915 осіб)
- Крівецу (362 особи)
- Крістяска (260 осіб)
- Постирнаку (980 осіб)
- Унгурень (789 осіб)
- Фрасіну (731 особа)
- Ходерешть (377 осіб)

Комуна розташована на відстані 42 км на північний захід від Бухареста, 36 км на південний схід від Тирговіште, 99 км на південь від Брашова.

## Населення
За даними перепису населення 2002 року у комуні проживали 7710 осіб.
Національний склад населення комуни:
| Національність | Кількість осіб | Відсоток |
| -------------- | -------------- | -------- |
| румуни         | 7680           | 99,6%    |
| цигани         | 29             | 0,4%     |
| угорці         | 1              | < 0,1%   |

Рідною мовою назвали:
| Мова      | Кількість осіб | Відсоток |
| --------- | -------------- | -------- |
| румунська | 7709           | > 99,9%  |
| угорська  | 1              | < 0,1%   |

Склад населення комуни за віросповіданням:
| Релігія                                       | Кількість осіб | Відсоток |
| --------------------------------------------- | -------------- | -------- |
| православні                                   | 7232           | 93,8%    |
| адвентисти                                    | 220            | 2,9%     |
| лютерани                                      | 111            | 1,4%     |
| бретрени                                      | 77             | 1,0%     |
| п'ятдесятники                                 | 57             | 0,7%     |
| реформати                                     | 2              | < 0,1%   |
| римо-католики                                 | 1              | < 0,1%   |
| греко-католики                                | 1              | < 0,1%   |
| лютерани (Синодально-пресвітеріанська церква) | 1              | < 0,1%   |
| не релігійні                                  | 1              | < 0,1%   |
| атеїсти                                       | 1              | < 0,1%   |

## Зовнішні посилання
- Дані про комуну Корнешть на сайті Ghidul Primăriilor [Архівовано 15 червня 2012 у Wayback Machine.]